# McLeod (fiume)
Il McLeod è un fiume del Canada, che scorre in Alberta. Esso nasce sulle Montagne Rocciose Canadesi e dopo circa 270 chilometri confluisce nel fiume Athabasca, del quale è uno dei maggiori tributari.